# 雅賴
雅賴（？年—1664年），佟佳氏，滿洲正白旗人，扈爾漢七弟。清朝政治人物。

## 生平
侍奉清太祖，轉戰各地。天聰七年（1633年）賞封備禦（騎都尉）。
崇德二年（1637年）任議政大臣。八年，晉爵備禦加半個前程。
順治元年，隨清軍入關征討李自成。二年，大破李自成於潼關，河南、江南大局底定，論功晉爵三等阿達哈哈番。八年三月己丑，授官戶部尚書，晉爵二等阿思哈尼哈番，九月解尚書任。九年，晉爵一等阿思哈尼哈番。康熙三年（1664年）卒。乾隆初年，釐定封爵為三等男。